# Noémie Nakai
Noémie Nakai (Tokio, 2 de diciembre de 1990) es una actriz, directora de cine y modelo francojaponesa, reconocida principalmente por su participación en las películas Army of Thieves, Equals y Death Note: Light Up the New World.

## Biografía
Nakai nació en Tokio en 1990, hija de padre japonés y madre francesa. Cursó estudios en el Lycée International de Saint-Germain-en-Laye, además de prepararse académicamente en las universidades de Keio y en Notthingham. En 2013 interpretó el papel de una turista francesa en el seriado Shûden Bye Bye, seguido de una aparición en Itazura na Kiss: Love in Tokyo en el papel de Christine Robbins.
En 2015 apareció en dos episodios de la serie Ten'nô no Ryôriban, interpretando el personaje de Simone, y actuó en el largometraje de Drake Doremus Equals, al lado de Nicholas Hoult y Kristen Stewart. Tras figurar en algunos cortometrajes en 2016, encarnó a Manami en la serie japonesa Watashi wo hanasanai de, a J en la miniserie Desu nôto: New Generation y a Furuno en el filme High & Low: The Red Rain, dirigido por Yudai Yamaguchi. Más Ese mismo año repitió su papel como J en la película Desu nôto: Light Up the New World.
En 2017 interpretó el papel de una modelo en la película romántica Hikari, y a Emilie Brunat en el filme histórico Cocooning: The story of Tomioka Silk Mill. Nuevamente encarnó a Furuno en la segunda parte de High & Low, titulada End of Sky, y figuró en el cortometraje The Last Dream. Después de aparecer en algunas producciones menores en Japón, logró repercusión internacional al interpretar el papel de la agente Beatrix en el filme de Netflix Army of Thieves, de 2021. Ese mismo año se anunció que Nakai estaría presente en la serie Tokyo Vice, cuyo estreno está previsto para el año 2022.
Como directora ha publicado los cortometrajes The Last Dream (2017), Tears Teacher (2020) y Touch (2021). El primero de ellos fue nominado en la categoría de mejor documental internacional en los festivales Offline Film y Kinofilm Manchester, y el segundo obtuvo nominaciones en la categoría de mejor documental en el evento Hot Docs Canadian International Documentary Festival y en el gran premio del jurado en cortometrajes en el Festival de Cine de Sundance.

## Filmografía

### Cine
- 2015 - Equals
- 2015 - Sayônara
- 2016 - Kasôken no onna: New Year Special
- 2016 - High & Low: The Red Rain
- 2016 - Death Note - Desu nôto: Light Up the New World
- 2017 - Hikari
- 2017 - Cocooning: The Story of Tomioka Silk Mill
- 2017 - High & Low: The Movie 2 - End of Sky
- 2021 - Army of Thieves

### Televisión
- 2013 - Shûden Bye Bye
- 2014 - Itazura na Kiss: Love in Tokyo
- 2015 - Ten'nô no Ryôriban
- 2016 - Watashi wo hanasanai de
- 2016 - Death Note - Desu nôto: New Generation
- 2022 - Tokyo Vice